# Shahid Mahdavi
Le Shahid Nader Mahdawi (numéro 110-3) est un navire multimission iranien, opéré par la Marine du corps des gardiens de la révolution islamique [CGRI] (IRGC). Il est issu de l'adaptation, de 2021 à 2023, du porte-conteneurs Sarvin à l'emport d'hélicoptères ou de drones à décollage court. Il est nommé en l'honneur de Shahid (martyr) Nader Mahdawi (en), commandant naval du CGRI mort dans un affrontement avec la marine américaine dans le golfe Persique en 1987.
Il est décrit par l'amiral Alireza Tangsiri (en) comme « un bâtiment polyvalent de grande autonomie, équipé d'un radar à balayage électronique et de moyens de communications avancés » et de différents types de missiles [Nawab, Qadr-474 et Zolfaghar]. Son pont peut accueillir 2 hélicoptères Mil Mi-17. Un chargement militaire varié, incluant des moyens d'autodéfense et pouvant atteindre 41 t peut également être embarqué.
Le navire conserve la coque du porte-conteneurs d'origine : sa longueur est donc de 240 m, son maître-bau est de 32 m et le tirant d'eau reste à environ 12 m. Avant transformation, le porte-conteneurs affichait un déplacement de 36 000 t. Son appareil propulsif est un MAN B&W d'une puissance totale de 29 000 KW. L'autonomie annoncée est de 18 000 milles, la vitesse maximale de 18 noeuds,.
À ses origines, le Sarvin est un porte-conteurs construit en 2000 par Hyundai Heavy Industries à Ulsan en Corée du Sud. Il a été baptisé Iran Isfahan. Dans les années suivantes, il a porté les noms de Sarita, Dandle, Twelfth Ocean et Iran Isfahan . Le nom de Sarvin lui a été attribué le 1er septembre 2012. Les premières informations sur la conversion du Sarvin font état d'une transformation commençant en juillet 2021, au chantier naval Shahid Darvishi de Bandar Abbas. Il est admis au service actif le 9 mars 2023. En mai 2024, le navire part pour sa première croisière à longue distance.

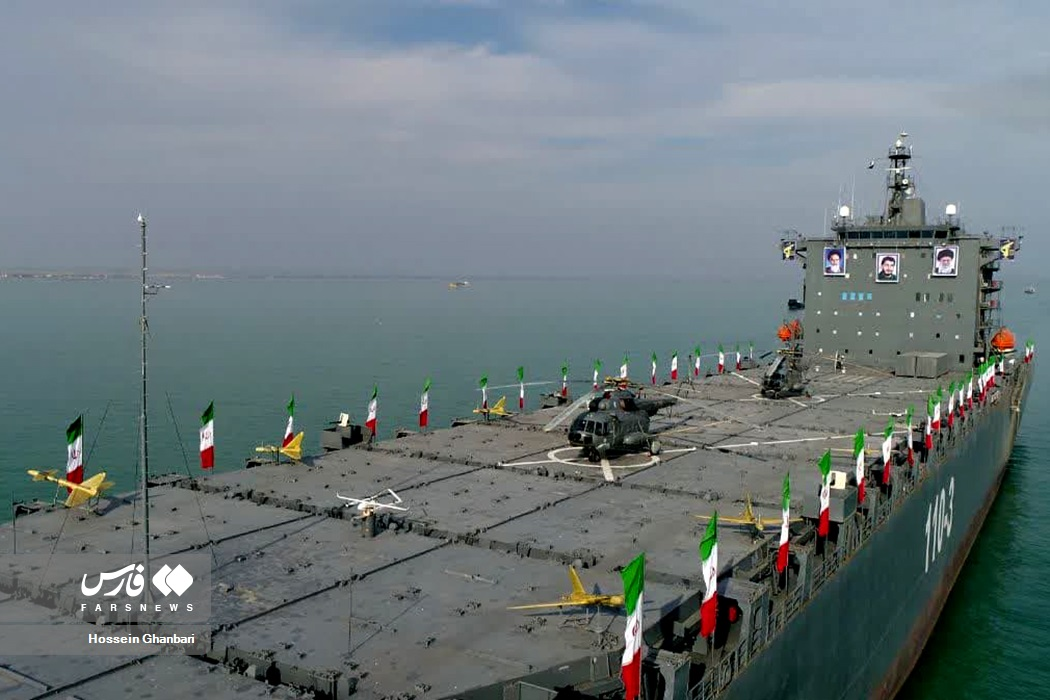
Le Shahid Nader Mahdawi lors de la cérémonie d'admission au service actif, le 9 mars 2023.